# Fuengirola-moskee
De Fuengirola-moskee (Spaans: Mezquita de Fuengirola) is een moskee in Fuengirola in het zuiden van Andalusië.De bouw van de moskee begon in 1983 en eindigde in 1994. Het werd gefinancierd door Saoedi-Arabië.